# Dawid Jazydżan
Dawid Jazydżan (ros. Давид Языджан, orm. Դավիթ Յազիջյան, ur. 2 maja?/15 maja 1915 we wsi Loo, obecnie w granicach miasta Soczi, zm. 23 lipca 1988 w Soczi) – radziecki wojskowy, porucznik, Bohater Związku Radzieckiego (1945).

## Życiorys
Urodził się w ormiańskiej rodzinie chłopskiej. Skończył 7 klas, po czym pracował jako kombajnista w stacji maszynowo-traktorowej w Kraju Krasnodarskim. Od września 1937 do listopada 1940 odbywał służbę w Armii Czerwonej jako czołgista w 357 samodzielnym batalionie 11 Dywizji Piechoty w Leningradzkim Okręgu Wojskowym, w latach 1939–1940 uczestniczył w wojnie zimowej, walcząc m.in. nad jeziorem Ładoga. W lipcu 1941 ponownie powołano go do armii, w 1942 ukończył kursy młodszych poruczników w Stalingradzie, od września 1942 brał udział w wojnie z Niemcami jako dowódca czołgu. Walczył na Froncie Briańskim, Woroneskim, Centralnym, 1 Ukraińskim i 1 Białoruskim, był dwukrotnie ranny. Uczestniczył m.in. w walkach w obwodzie lipieckim, operacji ostrorożsko-rossoszańskiej, operacji woronesko-kastorneńskiej, bitwie pod Kurskiem, wyzwalaniu Lewobrzeżnej Ukrainy, w tym Putywlu i Burynia, forsowaniu Dniepru i uchwyceniu przyczółka na północ od Kijowa i wyzwalaniu Korostenia, operacji rówieńsko-łuckiej, operacji białoruskiej, w tym w wyzwalaniu Prużan i Brześcia, walkach na Zachodnim Bugu i Narwi, operacji wiślańsko-odrzańskiej, w tym w forsowaniu Pilicy i walkach na przyczółku kostrzyńskim. Szczególnie wyróżnił się podczas walk o Kostrzyn nad Odrą 7–8 marca 1945 jako dowódca czołgu 92 pułku czołgów 5 Armii Uderzeniowej 1 Frontu Białoruskiego w stopniu młodszego porucznika, niszcząc barykady uliczne i stanowiska ogniowe wroga, przyczyniając się do przełamania niemieckiej obrony. W marcu 1945 został dowódcą plutonu czołgów, we wrześniu 1946 został zwolniony do rezerwy w stopniu porucznika, później pracował jako inkasent. W 2008 jego imieniem nazwano szkołę średnią w Soczi, gdzie ustawiono jego popiersie.

## Odznaczenia
- Złota Gwiazda Bohatera Związku Radzieckiego (31 maja 1945)
- Order Lenina (31 maja 1945)
- Order Czerwonego Sztandaru (26 września 1944)
- Order Wojny Ojczyźnianej I klasy (11 marca 1985)
- Order Czerwonej Gwiazdy (16 lutego 1945)

I medale.